# Броштень (Мехедінць)
Броштень, Броштені (рум. Broșteni) — село у повіті Мехедінць в Румунії. Входить до складу комуни Броштень.
Село розташоване на відстані 248 км на захід від Бухареста, 29 км на північний схід від Дробета-Турну-Северина, 81 км на північний захід від Крайови.

## Населення
За даними перепису населення 2002 року у селі проживала 771 особа.
Національний склад населення села:
| Національність | Кількість осіб | Відсоток |
| -------------- | -------------- | -------- |
| румуни         | 703            | 91,2%    |
| цигани         | 68             | 8,8%     |

Рідною мовою назвали:
| Мова      | Кількість осіб | Відсоток |
| --------- | -------------- | -------- |
| румунська | 721            | 93,5%    |
| циганська | 50             | 6,5%     |